# Kráľovce
Kráľovce est un village de Slovaquie situé dans la région de Košice.

## Histoire
Première mention écrite du village en 1388.

## Démographie

### Évolution de la population
| Année:               | 1994. | 2004.    | 2014.   | 2024.   |
| -------------------- | ----- | -------- | ------- | ------- |
| Nombre de personnes: | 938   | 1080     | 1129    | 1154    |
| Différence:          |       | +15,13 % | +4,53 % | +2,21 % |

| Année:               | 2023. | 2024.   |
| -------------------- | ----- | ------- |
| Nombre de personnes: | 1170  | 1154    |
| Différence:          |       | -1,36 % |